# Saint-Paul (Haute-Vienne)
Saint-Paul é uma comuna francesa na região administrativa da Nova Aquitânia, no departamento de Alto Vienne. Estende-se por uma área de 37,39 km². Em 2010 a comuna tinha 1 255 habitantes (densidade: 33,6 hab./km²).